# Académie Julian
L'Acadèmia Julian fou una escola privada de pintura i d'escultura, fundada a París el 1867 pel pintor francès Rodolphe Julian.

## Història
Originalment situada al Passage des Panoramas al 9è arrondissement de París, l'Acadèmia obrí després dos tallers més, el primer a la Rue du Dragon núm. 31, al districte 6è, i l'altre a la Rue Vivienne núm. 51, al districte 2n. Aquest darrer va acceptar dones a partir de 1880.
Per a les joves dones, l'Acadèmia constituïa l'única alternativa als cursos oferts per l'École des Beaux-Arts, l'entrada en aquesta institució pública els va ser proscrita fins al 1897. Tenien a més a més la possibilitat de pintar nus a partir de models masculins, prova d'un laxisme intolerable per als ulls de les instàncies oficials. Per tal d'estalviar diners als contribuents desanimant la inscripció d'estudiants estrangers, l'Escola de les Belles Arts imposava amb escreix als seus candidats una prova de llengua francesa considerada difícil, que comportà que l'Acadèmia Julian atragués un gran nombre d'estudiants vinguts de tots els països d'Europa com del continent americà. L'Acadèmia acollia no només a artistes professionals, sinó també a afeccionats competents i desitjosos de perfeccionar el seu art. Per la qualitat dels seus professors, l'Acadèmia Julian va rebre ràpidament un important reconeixement. Va poder així presentar els seus alumnes al Premi de Roma, tot servint de trampolí als qui ambicionaven exposar als Salons o llançar-se a una carrera artística.
Cap als anys 1888 i 1889, els Nabis es van originar com un grup rebel de joves estudiants d'art que es reunien a l'Académie Julian.
L'acadèmia es va incorporar a l'École Supérieure d'Arts Graphiques-Penninghen el 1968.

## Estudiants destacats
| Artistes segons el seu origen Període 1867-1940 | Artistes segons el seu origen Període 1867-1940 | Artistes segons el seu origen Període 1867-1940 |
| ----------------------------------------------- | ----------------------------------------------- | --- |
| Algèria                                         | Algèria                                         | Roger Limouse - Maurice Mazo |
| Alemanya                                        | Alemanya                                        | Ernst Barlach - Louise Breslau - Fritz Erler- Georg Kolbe - Käthe Kollwitz - Ludwig Meidner - Emil Nolde - Leo Putz - Hilla de Rebay - Ludwig Gustav Scheuermann |
| Argentina                                       | Argentina                                       | Chas Laborde |
| Armènia                                         | Armènia                                         | Edgar Chahine - Richard Jeranian |
| Bèlgica                                         | Bèlgica                                         | Fernand Allard l'Olivier - Fernand Khnopff- Georges Emile Lebacq |
| Belarús                                         | Belarús                                         | Léon Bakst |
|                                                 |                                                 | |
| Brasil                                          | Brasil                                          | Georgina de Albuquerque - Rodolfo Amoedo - Julieta de França - Ismael Nery - Nicolina Vaz de Assis - Eliseu Visconti - Tarsila do Amaral |
| Bulgària                                        | Bulgària                                        | Elvire Jan |
| Canadà                                          | Canadà                                          | Raoul Barré - Henri Beau - Octave Bélanger - Franklin Brownell - Marc-Aurèle de Foy Suzor-Côté - Rodolphe Duguay - Georges-H Duquet - Henri Fabien - Claire Fauteux - Joseph-Charles Franchère - Clarence Gagnon - Alexander Young Jackson - Ernest Lawson - Arthur Lemay - Marguerite Lemieux - James Wilson Morrice - Sophie Pemberton - Lorenzo de Nevers - Robert W Pilot - John Charles Pinhey - Narcisse Poirier |
| Colòmbia                                        | Colòmbia                                        | Francisco Antonio Cano |
| Dinamarca                                       | Dinamarca                                       | Kay Nielsen |
| Estats Units d'Amèrica                          | Estats Units                                    | George Charles Aid - Thomas Pollock Anshutz - Louis Armand - Cecilia Beaux - Frank Weston Benson - Thomas Hart Benton - Saul Bernstein - George Biddle - Gutzon Borglum - Robert W. Chambers - Gino Conti - Eanger Irving Couse - Arthur Wesley Dow - John Marshall Gamble - Henri Bernard Goetz - Edward Dubuque - Childe Hassam - Charles Hopkinson - Anna Klumpke - Albert Henry Krehbiel - Francis Xavier "Frank" Leyendecker - Joseph Christian Leyendecker - Arthur Frank Mathews - Willard Leroy Metcalf - Richard Miller - Henri Oren - Jules Pages - Waldo Peirce - Lilla Cabot Perry - Edward Clark Potter - Joseph Raphael - John Willard Raught - Robert Rauschenberg - Guy Rose - Fanny Vandegrift - Beatrice Wood - Grant Wood |
| Finlàndia                                       | Finlàndia                                       | Magnus Enckell - Akseli Gallen-Kallela - Pekka Halonen - Amélie Helga Lundahl |
| França                                          | França                                          | Louis Abel-Truchet - Mirra Alfassa - Gustave Alaux - Ernest Amas - Albert André - Claude Autenheimer - Jean Bazaine - Albert Bergevin - Pierre Bonnard - Jean Boucher - Louise Bourgeois - Clément Brun - Hélène-Renée Cabart-Danneville - Jules Cavaillès - Maurice Chabas - Auguste Chabaud - Marguerite Jeanne Carpentier - Roger Chastel - Émile Compard - Pierre Couronne - Jean-Joseph Crotti - Raoul Dastrac - Lucien Daudet - Maurice Denis - André Derain - Adolphe Déchenaud - Louis-Marie Désiré-Lucas - Charles Devillié - Georges Dufrénoy - André Dignimont - Jean Dubuffet - Marcel Duchamp - Louis Evrard - Suzanne Fajard-Abel Faivre - Madeleine Fié-Fieux - Lucien Fontanarosa -Georges Gimel- Henri Guinier - Albert Larcher - Jean Laronze - Jacques-Henri Lartigue - Fernand Léger - Gisèle Lestrange - Robert Lotiron - Jacques Majorelle - Antoine Martinez - Martine Martine - Henri Matisse - Charles Maurin - Arthur Midy - Georges Daniel de Monfreid - Henry Moret - François Henri Morisset - Roger Nivelt - Gaston Pottier - Jane Poupelet - Mélanie Quentin - Paul Elie Ranson - Georges-Antoine Rochegrosse - Ker-Xavier Roussel - Paul René Schützenberger - Paul Sérusier - Paul Sibra - Lucien Simon - Philippe Steinmetz - Gabriel Sue ~ Émile Thivier - Louis Valtat - Jean Vercoutter - Bernard Villemot - Jacques Villon - Édouard Vuillard |
| Hongria                                         | Hongria                                         | Philip Alexius de Laszlo - Lajos Márk |
| Irlanda                                         | Irlanda                                         | Constance Markievicz |
| Itàlia                                          | Itàlia                                          | Marella Agnelli |
| Líban                                           | Líban                                           | Khalil Gibran |
| Lituània                                        | Lituània                                        | Jacques Lipchitz |
| Nova Zelanda                                    | Nova Zelanda                                    | Charles Frederick Goldie |
| Noruega                                         | Noruega                                         | Augusta Harmens - Halfdan Hertzberg - Valentin Kielland - Wilhelm Rasmussen - Menga Schjelderup-Ebbe - Gunnar Utsond - Aagot Vangen |
| Polònia                                         | Polònia                                         | David Garfinkiel - Jozef Mehoffer - Wladyslaw Slewinski |
| Romania                                         | Romania                                         | Ioan Andreescu - Camil Ressu |
| Regne Unit                                      | Regne Unit                                      | Robert Bevan - Charles Conder - Anne Dunn - Jacob Epstein - Eric Forbes Robertson - Anthony Gross - Stanley Hayter |
| Rússia                                          | Rússia                                          | Boris Anrep - Marie Bashkirtseff - Alexandre Chevtchenko - Gleb Derujinksy - Serge Férat - Eugene Lanceray - Max Weber |
| Suècia                                          | Suècia                                          | Bror Julius Olsson Nordfeldt - Jenny Nyström - Carl Wilhelmson |
| Suïssa                                          | Suïssa                                          | Cuno Amiet - Ernest Biéler - Edmond Bille - Hans Erni - Joseph Kaiser - Hermann Obrist - Félix Vallotton |
| República Txeca                                 | Txèquia                                         | František Kupka (1896) - Alfons Mucha |
| Turquia                                         | Turquia                                         | Cevat Dereli - Joaquim Perez |
| Ucraïna                                         | Ucraïna                                         | Cassandre - Jean Peské - David Ossipovitch Widhopff |
| Veneçuela                                       | Veneçuela                                       | Emilio Boggio - Arturo Michelena |

## Professors destacats
| Segons l'origen Període 1867-1940 | Segons l'origen Període 1867-1940 | Segons l'origen Període 1867-1940 |
| --------------------------------- | --- | --------------------------------- |
| França                            | França Gustave Alaux - Marcel Baschet - Jean-Joseph Benjamin-Constant - William Bouguereau - Gustave Boulanger - Jules Cavaillès - Adolphe Déchenaud - Henri Chapu - André Del Debbio - Constant Detré - Théodore Devilly - Étienne Dinet - Paul Eschbach - Gabriel Ferrier - Flameng - Marcel Gimond - Jean-Paul Laurens - Paul Albert Laurens - Jean-Pierre Laurens - Jules Joseph Lefebvre - Roger Limouse - Jules Pagès - Eugène Robert Pougheon - Tony Robert-Fleury - Henri Royer - Emile Sabouraud - François Schommer - Raoul Verlet - Henri Zo |                                   |